# Izvor Ostrovice
Izvor rijeke Ostrovice nalazi se ispod brda Ostrovica kod Kulen Vakufa u bihaćkoj općini.
Rijeka Ostrovica izvire iz čak 43 izvora od kojih se 20 koristi za opskrbu pitkom vodom Donjeg Lapca u Hrvatskoj. Ostrovica je pritoka rijeke Une. Geomorfološki je spomenik prirode.